# Yekaterina II của Nga
Yekaterina II Đại đế (tiếng Nga: Екатерина II Великая; sinh ngày 2 tháng 5 năm 1729 – mất ngày 6 hoặc 17 tháng 11 năm 1796), đôi khi được viết là Ekaterina II, hay Yekaterina Alekseyevna (Екатерина Алексеевна), Catherine Đại đế trong các tài liệu Anh ngữ (Catherine the Great), là một nữ hoàng của Đế quốc Nga. Bà là Nữ hoàng trị vì lâu nhất trong lịch sử của chế độ quân chủ chuyên chế Sa hoàng (34 năm, từ 28 tháng 6 năm 1762 cho tới khi băng hà). Mặc dù xuất thân là người Đức (sinh tại Stettin ở Vương quốc Phổ), nhưng bà có đóng góp to lớn trong việc đưa Đế quốc Nga vươn mình trở thành một cường quốc tại châu Âu vào thế kỷ 18.
Ekaterina lên ngôi sau một cuộc đảo chính hạ bệ chồng bà, Sa hoàng Pyotr III, với sự giúp sức của những nhà quý tộc thân cận như Grigory Orlov và Grigory Potemkin. Trong suốt triều đại của mình, nữ hoàng Ekaterina đã trọng dụng các tướng lĩnh tài năng như Pyotr Rumyantsev, Alexander Suvorov và Fyodor Ushakov, để bành trướng lãnh thổ nước Nga bằng các cuộc chinh phạt và đấu tranh ngoại giao. Ở phía Nam, đế quốc Nga sáp nhập hãn quốc Krym sau những thắng lợi trước đế quốc Ottoman, đồng thời kiểm soát toàn bộ vùng Novorossiya rộng lớn. Ở phía tây, khối thịnh vượng chung Ba Lan-Litva lúc đó do Stanisław August Poniatowski (người tình cũ của Ekaterina) cai quản dần bị đế quốc Nga thôn tính phần lớn lãnh thổ. Về phía đông, bà chủ trương định cư ở Alaska, thành lập nên thuộc địa châu Mỹ thuộc Nga.
Nữ hoàng Ekaterina II chủ trương cải cách chính quyền cai trị và thiết lập nhiều đô thị theo mệnh lệnh của bà. Vì sự ngưỡng mộ đối với Pyotr I (hay Pyotr Đại đế), Ekaterina ra sức hiện đại hóa đế quốc Nga theo kiểu phương Tây, mặc dù vẫn duy trì chế độ quân chủ chuyên chế, dựa trên quan hệ sản xuất nông nô-địa chủ. Điều này dẫn đến các cuộc nổi dậy của tầng lớp nông dân, đỉnh điểm là cuộc bạo loạn Pugachyov do người thiểu số Cossack phát động.
Thời đại trị vì của bà được gọi là Thời đại Yekaterina, được ví như thời kỳ hoàng kim của đế quốc Nga, đặc biệt là đối với giai cấp quý tộc Nga. Bà tích cực hỗ trợ cho ý tưởng thời kỳ Khai sáng, tạo tiền đề cho chủ nghĩa Khai sáng ở Nga.

## Cuộc sống đầu đời

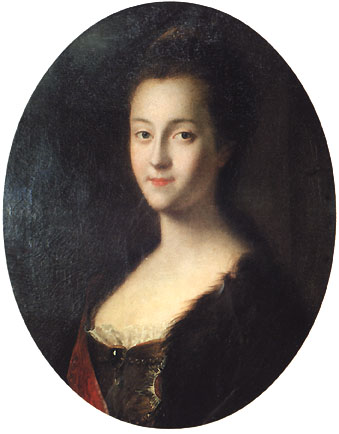
Catherine khi vừa đến Nga, tranh vẽ bởi Louis Caravaque

Catherine sinh ngày 2 tháng 5 năm 1729 tại Stettin, Tỉnh Pomerania, Vương quốc Phổ, với tên Thân vương nữ Sophia Augusta Frederica (Sophie Auguste Friederike) xứ Anhalt-Zerbst-Dornburg. Mẹ bà là Joanna Elisabeth xứ Holstein-Gottorp. Cha bà là Christian August, Thân vương xứ Anhalt-Zerbst, thuộc Nhà Ascania cai trị Thân vương quốc Anhalt. Ông đã không trở thành công tước của Công quốc Courland và Semigallia và, vào thời điểm con gái ông chào đời, ông giữ cấp bậc tướng Phổ với tư cách là thống đốc thành phố Stettin. Tuy nhiên, vì người anh họ thứ hai của bà là Pyotr III đã cải sang Chính thống giáo, nên anh trai của mẹ bà đã trở thành người thừa kế ngai vàng Thụy Điển và hai người anh em họ đời đầu của bà là Gustav III và Karl XIII, đã trở thành Vua của Thụy Điển. Theo phong tục thịnh hành trong các triều đại cai trị của Đức, bà chủ yếu được giáo dục từ một gia sư người Pháp. Theo hồi ký của bà, Sophie được coi là một cô gái nghịch ngợm và tự rèn luyện để thành thạo kiếm thuật.
Catherine thấy tuổi thơ của mình không có gì đáng chú ý; bà đã từng viết cho Nam tước xứ Grimm, người liên lạc của mình, "Tôi không thấy có gì thú vị ở đó". Mặc dù Sophie sinh ra là một Thân vương nữ, gia đình bà không có nhiều tiền; bà được những người họ hàng giàu có của mẹ bà là Joanna hỗ trợ để lên nắm quyền, họ vừa là quý tộc vừa là họ hàng hoàng gia.  Hơn 300 thực thể có chủ quyền của Đế chế La Mã Thần thánh, nhiều thực thể trong số đó nhỏ và không có quyền lực, tạo nên một hệ thống chính trị cạnh tranh cao, trong đó các gia đình hoàng gia khác nhau đấu tranh để giành lợi thế hơn nhau, thường thông qua các cuộc hôn nhân chính trị.
Đối với các gia đình hoàng gia Đức nhỏ hơn, một cuộc hôn nhân có lợi là một trong những cách tốt nhất để thúc đẩy lợi ích của họ. Để cải thiện vị thế của gia tộc mình, Sophie đã được đào tạo trong suốt thời thơ ấu để trở thành vợ của một người cai trị quyền lực. Ngoài tiếng Đức bản xứ, Sophie còn thông thạo tiếng Pháp, ngôn ngữ chung của giới tinh hoa châu Âu vào thế kỷ XVIII. Cô bé Sophie được hưởng nền giáo dục tiêu chuẩn dành cho một vương nữ Đức thế kỷ XVIII, tập trung vào nghi thức xã giao, tiếng Pháp và thần học Luther.
Năm 1739, khi Catherine 10 tuổi, bà gặp người anh họ thứ hai, người sẽ trở thành chồng tương lai của bà, Pyotr III của Nga. Sau đó, bà viết rằng, bà ngay lập tức thấy Pyotr đáng ghét và bà ở một đầu lâu đài và Pyotr ở đầu kia. Bà không thích nước da nhợt nhạt và sở thích uống rượu của ông.

## Hoàng hậu Nga (1762)

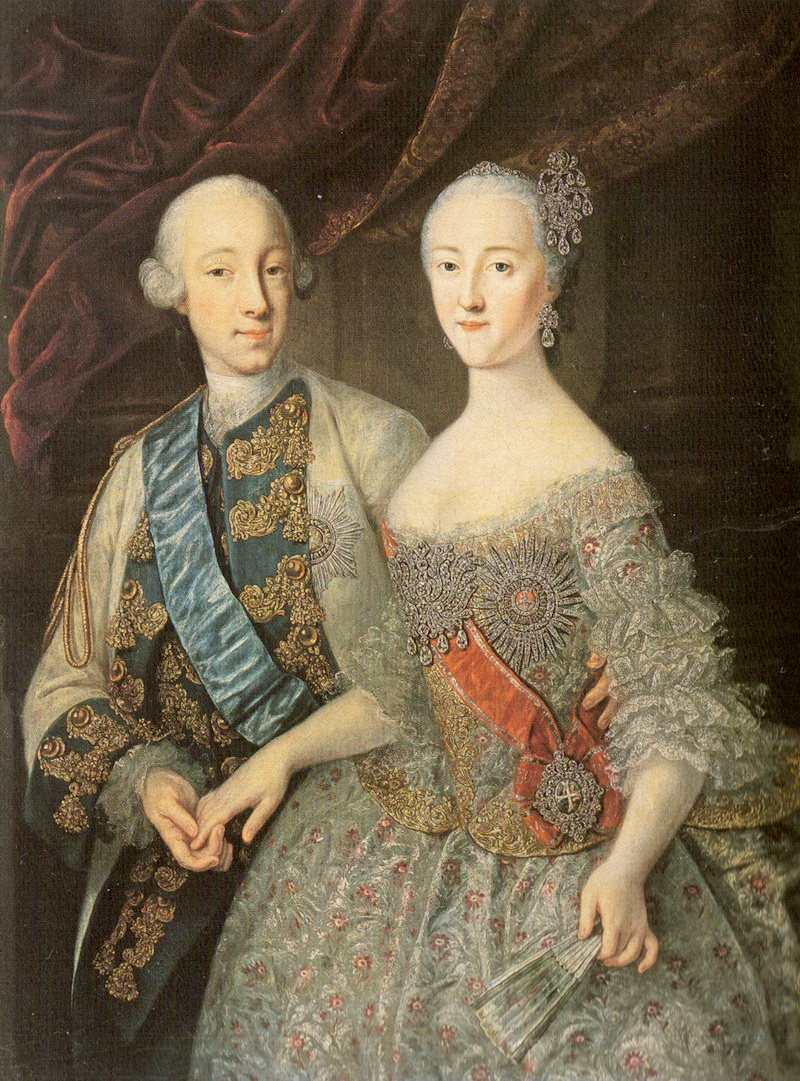
Sa hoàng Pyotr III và Hoàng hậu Ekaterina sau là Nữ hoàng Ekaterina II

Năm 1761, Nữ hoàng Nga Elizaveta qua đời, truyền ngôi lại cho người cháu ruột Pyotr III, còn Ekaterina trở thành Hoàng hậu nước Nga. Pyotr III nguyên là Hoàng tử Karl Peter Ulrich, con trai của Công tước người Đức Charles Frederick và Anna Petrovna (con gái đầu của Pyotr Đại đế và Nữ hoàng Ekaterina I), và sống trong hoàng cung nước Phổ dưới triều vua Friedrich II đến năm 14 tuổi. Năm 1742, Pyotr được Nữ hoàng Elizaveta đưa trở về Nga, nhưng không thích cuộc sống nước Nga, khinh bỉ mọi thứ của nước Nga và chỉ tôn thờ nhà vua nước Phổ. Sophie, vợ ông thì ngược lại. Tuy xuất thân là một Quận chúa người Đức bà lại rất quan tâm tới nước Nga, nền văn hóa Nga và phong tục tập quán của nước Nga.
Khi đó, nước Nga lao đầu vào cuộc chiến tranh Bảy Năm (1756 - 1763), với mục tiêu cùng đế quốc Áo chia cắt nước Phổ. Năm 1761, vua Friedrich II của Phổ (hay còn gọi là Friedrich Đại Đế) chỉ huy quân Phổ chặn đứng liên quân Nga - Áo - Pháp - Thụy Điển - Sachsen. Tuy nhiên, do nhiều khó khăn nên cuối cùng nước Phổ dường như đã đứng trước nguy cơ thất bại, đến nỗi có lúc ông ta từng nghĩ đến chuyện nhận lấy tự sát trong danh dự như Cato Trẻ. Nhưng toàn bộ liên quân chống Phổ lúc bấy giờ đều kiệt quệ đến mức không thể cùng nhau thôn tính nước Phổ. Ngày 5 tháng 1 năm 1762, Nữ hoàng Elizaveta Petrovna qua đời, Nga hoàng Pyotr III lên nối ngôi vua.
Ngay lập tức Nga hoàng Pyotr III tiến hành đàm phán với nước Phổ; không những thế, ông còn ký hòa ước liên minh với Phổ chống lại Áo - trước đây không lâu đã từng là liên minh của mình, và hoàn trả hết đất đai đã bị Quân đội Nga chiếm đóng cho vua Phổ Friedrich II Đại Đế. Những hoạt động bài Nga và chính sách đối ngoại của Pyotr III đã gây công phẫn trong hàng ngũ sĩ quan, giới quý tộc ở Sankt-Peterburg và giới tăng lữ. Một âm mưu lật đổ vị Hoàng đế mới lên ngôi được hình thành do chính Hoàng hậu Ekaterina đứng đầu. Người ta đã đồn rằng bà sẽ đưa nước Nga gia nhập trở lại với liên minh chống Phổ.

## Nữ hoàng Nga (1762 - 1796)
Sáng ngày 28/6/1762, Ekaterina mặc quân phục sĩ quan, cưỡi ngựa đến doanh trại các trung đoàn cận vệ và đọc tuyên cáo việc chống lại quyền lợi nước Nga của chồng mình, Pyotr III. Sau đó, quân cận vệ tuyên thệ trước Ekaterina và tôn bà lên làm nữ hoàng nước Nga. Nga hoàng Pyotr bị bắt giam và một tuần sau bị giết trong một vụ ẩu đả vì say rượu.

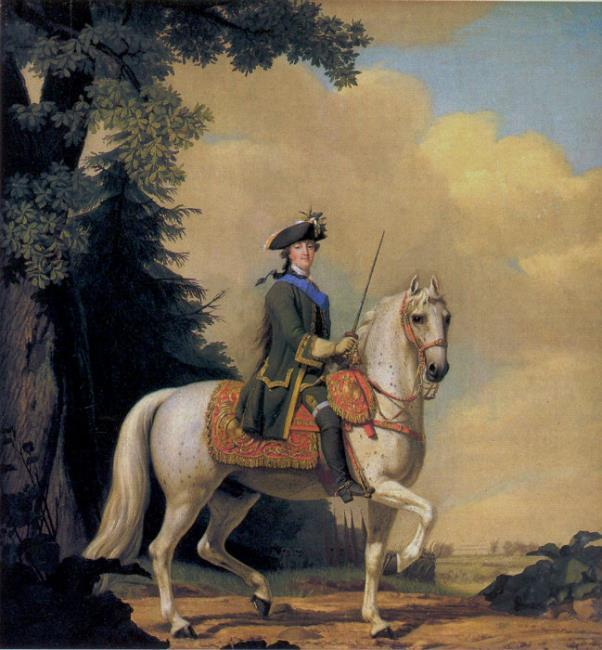
Nữ hoàng Catherine trong quân phục cửa lữ đoàn Preobrazhensky vẽ bởi Vigilius Eriksen.

Ngay khi lên ngôi, Ekaterina II rút lại những viện trợ cho Phổ mà Pyotr III từng hứa hẹn với Friedrich II trước đó. Quân Nga được rút về nước, nhưng cũng không phát động chiến tranh với Phổ. Tuy không bành trướng thêm những vùng đất mới, nhưng một loạt chiến thắng quyết định đã đưa đế quốc Nga trở thành liệt cường hùng mạnh bậc nhất Đông Âu đương thời, và sẽ còn là mối đe dọa lớn nhất đối với Vương quốc Phổ, đồng thời làm suy giảm thế mạnh của một cường quốc cũng chính là đồng minh của nước Nga - nước Pháp.
Ekaterina II ban thưởng hậu hỉnh cho những sĩ quan cận vệ đưa bà lên làm nữ hoàng nước Nga, bằng cách ban hơn 800.000 nông dân và miễn mọi nghĩa vụ quân dịch lẫn công vụ cho họ. Đối với nông dân, Nữ hoàng thẳng tay đàn áp, bắt lính hoặc đưa đi Xibia làm khổ sai. Dưới thời trị vì của bà nổi lên nhiều địa chủ ác bá mà điển hình là bà Saltukova ở Moskva, người đã cướp đi sinh mạng của 75 nông dân. Bà đánh đập nông dân rất dã man, đổ nước sôi lên người họ, bắt họ ở trần đứng ở ngoài trời băng giá. Các địa chủ buôn bán nông dân như buôn bán nô lệ, đổi nông dân lấy chó săn, gán nông dân vào các cuộc đỏ đen là chuyện thường tình. 

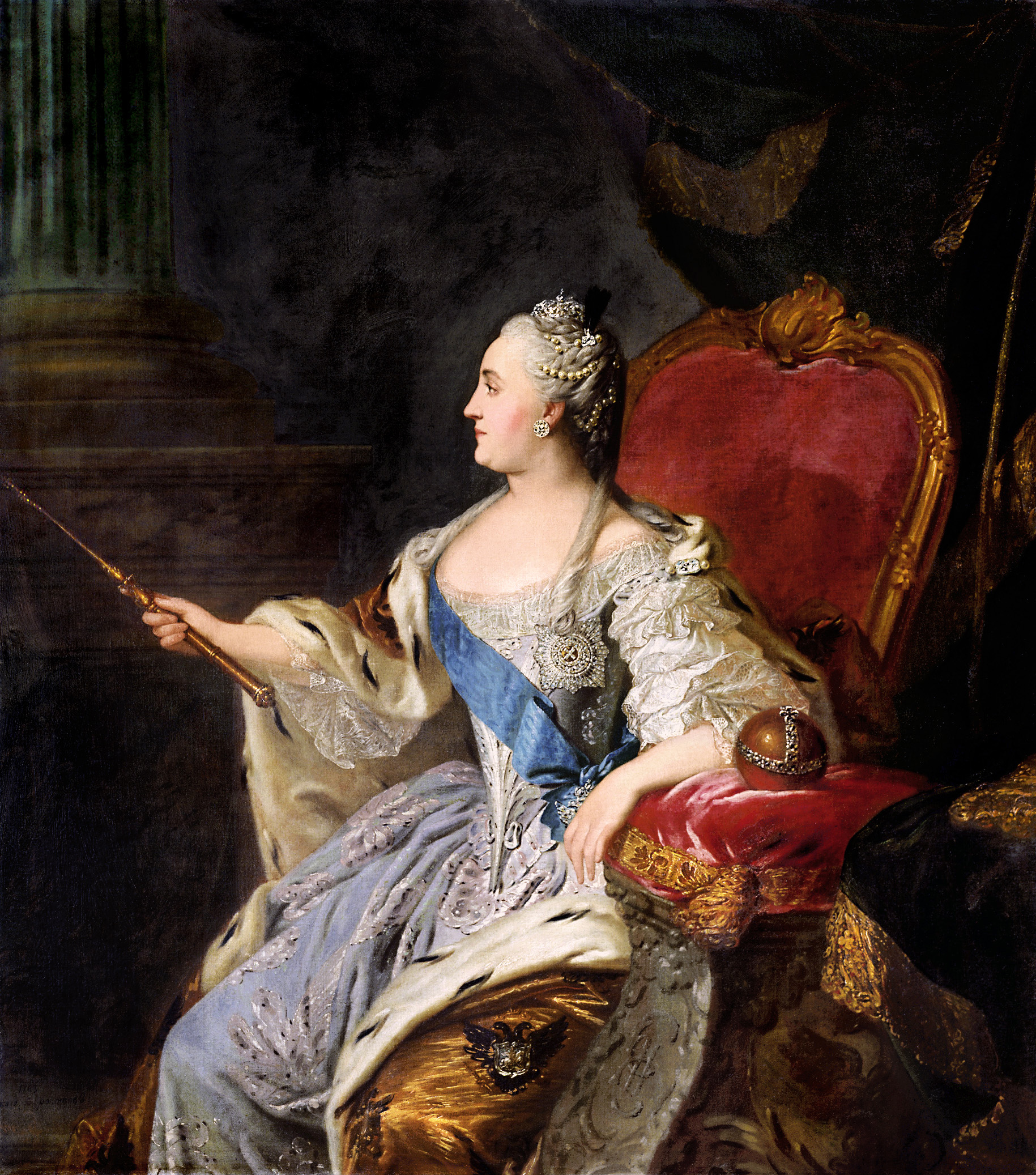
Chân dung Ekaterina II

Sự bất bình đạt đỉnh điểm khi một người Cossack vùng sông Đông, Yemyelyan Ivanovich Pugachyov, kêu gọi nông dân nổi dậy chống lại sự bóc lột của địa chủ. Đến tháng 3 năm 1774, quân nổi dậy đã lên đến 5 vạn người. Pugachyov thành lập một quân đội được biên chế thành những trung đoàn, đại đội và những đơn vị nhỏ hơn, tổ chức cho quân nổi dậy luyện tập quân sự. Quân khởi nghĩa Pugachyov hoạt động trên khắp vùng núi Ural và lưu vực sông Volga, chiếm được nhiều thành phố và đánh bại nhiều đơn vị hải quân của triều đình Nga, buộc Ekaterina II đình chiến với đế quốc Ottoman để điều quân đi đàn áp quân nổi dậy. Yếu thế, quân nổi dậy Pugachyov bị đánh bại phải lánh về Ural, rồi phải chạy qua Volga về phương Nam. Đến tháng 8 năm 1774, quân khởi nghĩa hầu như bị dẹp tan. Vị thủ lĩnh nổi dậy bị phản bội, giữa đêm bị bắt nộp cho Nữ hoàng. Yemyelyan Ivanovich Pugachyov bị bắt nhốt trong cũi sắt đưa về thành phố Moskva và tháng 1 năm sau bị hành hình. 
Lo sợ trước phong trào nổi dậy của nhân dân, Nữ hoàng Ekaterina II tiến hành hàng loạt biện pháp để củng cố chế độ chuyên chế và chế độ nông nô. Nước Nga dưới thời trị vì của bà được chia ra làm 50 tỉnh (mỗi tỉnh gồm khoảng 40 vạn dân) để dễ bề cai trị, tỉnh lại chia ra làm các huyện nhỏ khoảng 3 vạn dân. Tỉnh và huyện nào cũng có Quân đội và cảnh sát để ngăn chặn các cuộc nổi loạn. 

## Chính sách đối nội
Trong những năm đầu trị vì nước Nga, Nữ hoàng Ekaterina II muốn được tôn vinh làm Nữ hoàng khai sáng cho đất nước. Về đối nội, bà lấy chính sách ngu dân để trị nước, trong ý nghĩ luôn khẳng định rằng nô lệ và đầy tớ tồn tại từ thuở khai thiên lập địa, song bề ngoài tỏ ra là người chủ trương nâng cao dân trí cho nước nhà. Đó là việc Nữ hoàng mời nhà triết học người Pháp Denis Diderot (1713-1784), người sáng lập Bộ bách khoa toàn thư các ngành khoa học, nghệ thuật và các nghề thủ công sang Sankt-Peterburg để xuất bản cuốn Bách khoa toàn thư; trao đổi thư từ với nhà văn, nhà khai sáng Pháp Voltaire (1694-1778), được nhà triết học này mệnh danh là "Semiramis của phương Bắc". Bà cũng say mê đọc các tác phẩm của Montesquieu (1689-1775), v.v... Ý tưởng khai sáng của các nhà tư tưởng Pháp được Nữ hoàng lý giải theo cách riêng của mình, lại cố tìm trong các tác phẩm của họ những điều có thể biện minh cho chế độ chuyên chế và chế độ nông nô đang tồn tại ở nước Nga bấy giờ.
Ekaterina II công khai thi hành chính sách củng cổ trật tự nhà nước phong kiến. Các tạp chí của nhà khai sáng Nga Nikolay Ivanovich Novikov (1744-1818) bị cấm vĩnh viễn năm 1773. Mùa thu năm đó, Diderot đến kinh đô Sankt-Peterburg cũng không thỏa thuận được với Nữ hoàng về việc xuất bản bộ Bách khoa toàn thư. Nhà tư tưởng Pháp đau lòng thốt lên: 
| “ | Ôi, con mắt của nhà triết học và con mắt của nhà độc tài nhìn nhận sự vật thật là khác nhau! | ” |

Năm 1789 cuộc Đại cách mạng Pháp nổ ra, và vua Louis XVI bị chém đầu năm 1793. Pháp được công bố là nước cộng hòa, chế độ phong kiến sụp đổ. Ảnh hưởng của cuộc Đại cách mạng Pháp như một làn gió tràn vào nước Nga im lìm sau khi nghĩa quân Pugatsov bị đàn áp. Viên sĩ quan S.N. Glinka dịch bài ca cách mạng La Marseillaise ra tiếng Nga. Nhà văn Ia. B. Kniazhnin viết vở bi kịch Vadim Novgrodski kêu gọi lật đổ chế độ quân chủ chuyên chế và thiết lập nền cộng hòa. Là người kinh bang tế thế nhưng lúc này Ekaterina II cảm thấy lo sợ trước nguy cơ nổi loạn. Với bên ngoài, Ekaterina II kêu gọi các vua chúa châu Âu ủng hộ để giải phóng nước Pháp thoát khỏi "những tên cướp" và khôi phục chế độ quân chủ; bên trong thì ra sức đàn áp hòng dập tắt mầm móng khởi nghĩa: giam cầm Novikov ở pháo đài Shlisselburgskaia còn nhà văn Kniazhnin bị bỏ tù và mất trong ngục năm 1790.

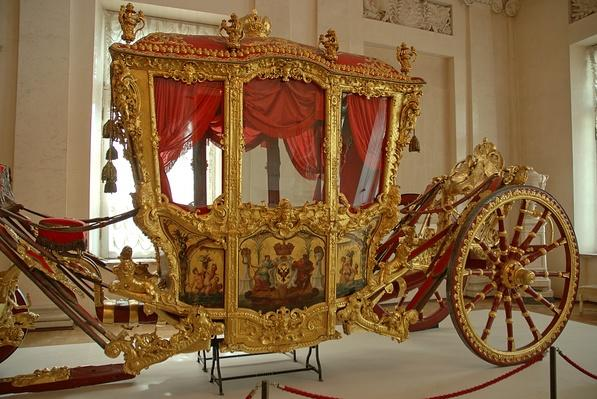
Cỗ xe ngựa kéo được Ekaterina II sử dụng trong ngày đăng quang, hiện đang được trưng bày tại bảo tàng Hermitage, Sankt-Peterburg

Năm 1790 cuốn sách Cuộc hành trình từ Sankt-Peterburg tới Moskva đến tay Ekaterina. Bà đọc xong cuốn sách và lên án gay gắt nhà văn và nhà tư tưởng Nga Aleksandr Nikolayevich Radishchev (1749-1802): "tác giả cuốn sách gieo rắc bệnh truyền nhiễm từ Pháp". Phẫn nộ trước một tiếng chuông báo hiệu sự lung lay của chế độ quân chủ chuyên chế ở Nga. Ekaterina cho rằng một tác giả phiến loạn còn tệ hơn cả Yemyelyan Ivanovich Pugachyov, ngay sau đó liền ra chiếu chỉ bắt và khép án tử hình nhà văn Radishchev, nhưng sợ làm quá tay có thể gây mầm mống nổi loạn, tức nước vỡ bờ nên giảm án tử hình xuống còn 10 năm đi lưu đày tại Xibia. 
Từ nước Pháp dội tới nước Nga tin dữ đối với Ekaterina II và cả triều đình nước Nga. Tháng 1 năm 1793, vua Louis XVI bị tử hình, Ekaterina II bị cơn sốc thật sự và phát bệnh. Cả triều đình nước Nga để tang vua Pháp. Để giữ cho chế độ quân chủ nước Nga không trượt theo vết xe của nước Pháp, Ekaterina lập tức cắt quan hệ ngoại giao và buôn bán với nước Pháp. Những gì của nước Pháp cách mạng tồn tại trên nước Nga lúc này đều bị loại trừ. Những tác phẩm của các nhà tư tưởng và khai sáng nước Pháp đều có lệnh đưa ra khỏi thư viện và đem đốt đi. Nước Nga đón nhận hàng nghìn quý tộc Pháp sang cư trú. Bá tước của Artois em trai vua Louis XVI đến Sankt-Peterburg được đón tiếp nồng hậu. Nữ hoàng Ekaterina II trao cho bá tước một triệu ruble và một thanh kiếm có ghi dòng chữ ở lưỡi kiếm: Chúa phù hộ cho đức vua (ám chỉ Louis XVI). 

## Chính sách đối ngoại
Nếu trong lĩnh vực đối nội, Ekaterina không hoàn toàn thực hiện được những mong muốn của mình, thì trong lĩnh vực đối ngoại bà đã làm được nhiều thành tích hơn. Những sự thành công này một phần nhờ vào tài năng và sự lãnh đạo của Ekaterina, một phần cũng nhờ vào việc Ekaterina đã tập hợp được những cận thần xuất sắc và tài ba. Đế quốc Nga dưới thời Ekaterina II đã thực hiện nhiều hoạt động bành trướng lãnh thổ và thôn tính được các khu vực Bắc ven biển Đen, Krym, Bắc Kavkaz, vùng lãnh thổ phía Tây Ukraina, Bạch Nga, Litva với tổng diện tích lên tới 518 nghìn cây số vuông (20 vạn dặm vuông).

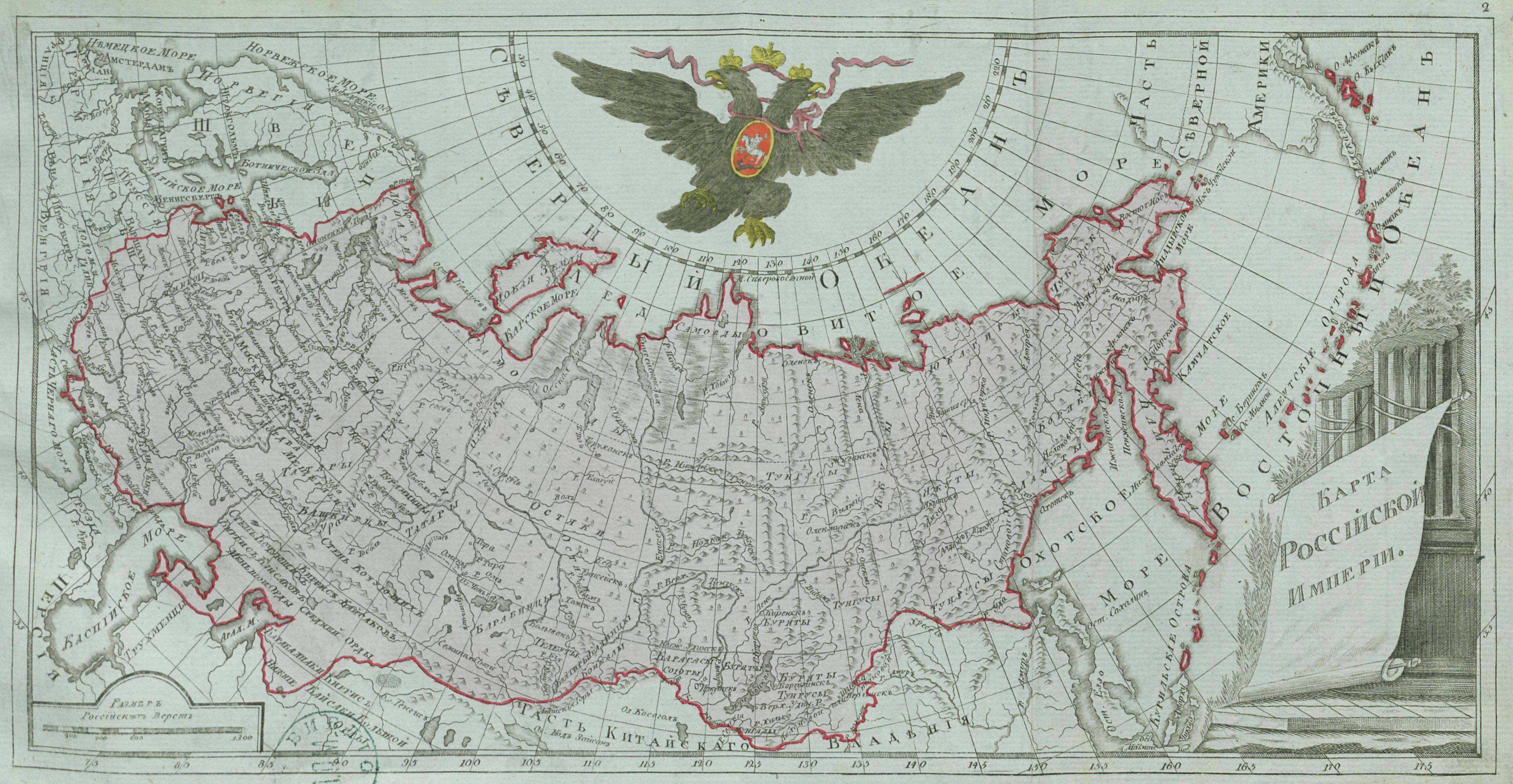
Đế Quốc Nga năm 1792 dưới thời Ekaterina II

Rõ ràng việc củng cố chế độ quân chủ chuyên chế là quốc sách đối nội đầu tiên của Ekaterina II. Trong chính sách bang giao với các nước châu Âu, Ekaterina II cũng đặt mục đích củng cố Đế quốc Nga trên vũ đài chính trị châu lục này, nhất là trong tình hình các cường quốc châu Âu có thuộc địa ở Nam Á và Đông Nam Á đang phát huy ảnh hưởng của mình, và Ekaterina II và triều đình Nga cảm thấy lo ngại trước tình thế lúc bấy giờ đối với nước Nga chưa có hải quân ở Kamchatka và cảng trên bờ biển Okhotsk Thái Bình Dương. Nhìn chung tất cả những chính sách đối ngoại của Ekaterina hoàn toàn nhằm mục đích phục vụ cho cái mà bà coi là quyền lợi của nước Nga, và gốc tích dân tộc Đức dường không có ảnh hưởng gì đến quyết sách của nữ Nga hoàng.
Từ sau khi hoàn toàn thoát khỏi ách thống trị của đế quốc Mông Cổ, nước Nga phải đối phó với ba đối thủ chính trên lĩnh vực đối ngoại: đế quốc Ottoman, Vương quốc Ba Lan và Vương quốc Thụy Điển. Thụy Điển đã suy yếu sau khi bị Pyotr I đánh bại trong cuộc chiến tranh kéo dài 20 năm và không còn là vật cản trên con đường bành trướng của Nga nữa. Ba Lan cũng bị những mâu thuẫn nội bộ xâu xé và hoàn toàn nằm dưới sự bảo hộ của Nga từ thời Pyotr I. Chính sách của Nga đối với Ba Lan là duy trì một quốc gia Ba Lan nguyên vẹn nằm dưới tầm ảnh hưởng của Nga, mưu dùng Ba Lan làm một nước đệm ngăn cách Nga với các cường quốc châu Âu. Tuy nhiên, đổi lại Nga phải chấp nhận từ bỏ việc bành trướng sang phía Tây, điều mà Đại đế Ekaterina II ít mong muốn nhất.
Lúc này chỉ còn thế lực của đế quốc Ottoman, đóng đô tại Thổ Nhĩ Kỳ.

### Chiến tranh Nga-Thổ Nhĩ Kỳ
Đế quốc Ottoman cùng với chư hầu của mình là Hãn quốc Krym đã nắm giữ các lãnh thổ ở phía Nam Ukraina và chặn con đường tiến ra biển Đen của Nga. Do đó, Nga buộc phải khuất phục Thổ để mở con đường tiền xuống khu vực này. Trong khi Nga lên hàng liệt cường dưới các triều vua Pyotr I và Ekaterina II, Thổ Nhĩ Kỳ là một đế quốc dai sức. Suốt từ thời Pyotr I, Nga đã nhiều lần lâm chiến với Thổ nhưng rốt cuộc cũng không thu được thành quả gì đáng kể. Và việc gây chiến với họ cũng động chạm tới quyền lợi của nhiều quốc gia châu Âu, từ Áo, Ba Lan, Phổ cho đến Anh, Thụy Điển. Vì vậy, chính phủ Nga hoàng không thể một mình gây chiến với Thổ mà phải kiếm tìm một liên minh vững chắc.

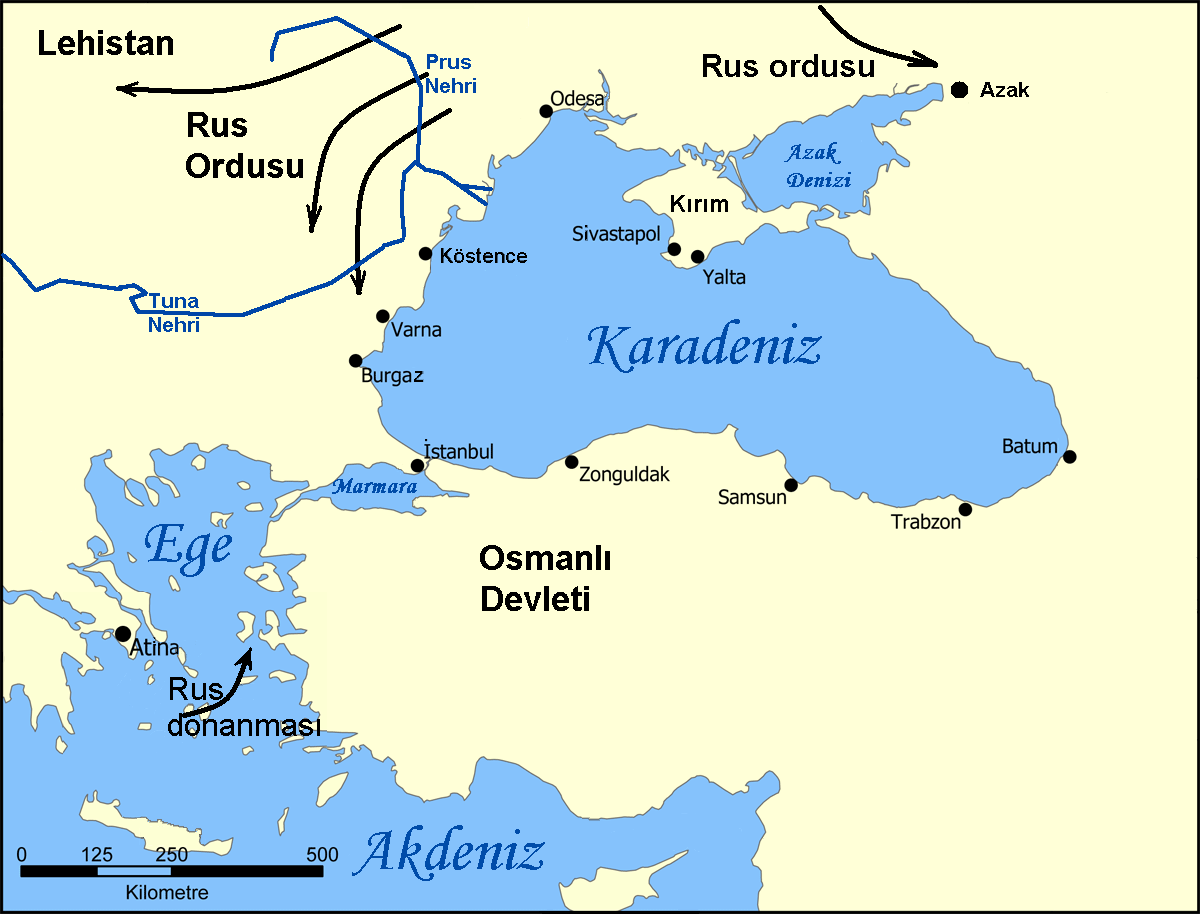
chiến tranh Nga - Thổ (1768-1774)

Trước hết, nước Nga cần có một liên minh. Từ sau thời Pyotr I tới nay nước Nga luôn đứng giữa hai lựa chọn: 1) Áo, Pháp; 2) Anh, Phổ. Lần này, để nhanh chóng chấm dứt của cuộc chiến tranh Bảy năm với Áo và Pháp, Nữ hoàng Ekaterina II Đại Đế quyết định liên minh với Phổ dù trong chỉ dụ đầu tiên ngày 28 tháng 6 năm 1762, bà đã gọi vua Friedrich II Đại Đế là "kẻ thù tàn bạo nhất của nước Nga". Giành được sự ủng hộ của Phổ cũng cần thiết trong việc Ekaterina đưa Stanisław August Poniatowski - một kẻ không có cá tính và nghị lực lên làm vua Ba Lan hòng giúp Nga khống chế nước này. Nhưng bực tức trước ý đồ nô dịch Ba Lan của các thế lực ngoại bang, giới quý tộc Ba Lan đã khích động nhân dân nổi dậy chống lại Poniatowski. Còn Pháp vì lo sợ liên minh Nga - Phổ nên đã phá Nga bằng cách ủng hộ Ba Lan và khích Thổ gây chiến chống Nga. Cuộc chiến tranh Nga - Thổ bùng nổ.
Với ưu thế về quân số, đế quốc Ottoman chủ động cắt quan hệ ngoại giao và đến tháng 9 năm 1768 họ tuyên chiến với Nga. Trong chiến tranh, quân Ottoman liên tiếp bị đánh bại bởi quân Nga dưới sự chỉ huy của các tướng lĩnh tài ba. Tướng Aleksandr Golitsyn đánh bại quân Ottoman trên sông Dnepr và tiến vào Moldavia, đánh bại quân chư hầu của Hãn quốc Krym và giành được chiến thắng quan trọng ở trận Kagul (1770). Đôngôruki chọc thủng phòng tuyến Pêrêkốp và tàn phá Krym. Một đạo quân Nga khác chiếm Benđơ và tràn vào Bulgaria (1771). Còn đô đốc Aleksey Orlov đã tiêu diệt hạm đội Ottoman ở đảo Kiôxơ, trong trận Chesmen và kích động người dân ở Morea nổi loạn chống Sultan của đế quốc Ottoman (1770). Sau đó chiến cuộc tạm dừng và hai bên mở một cuộc đàm phán, nhưng cuộc thương lượng nhanh chóng đi vào bế tắc và chiến tranh tiếp tục bùng nổ vào năm 1772. Tuy nhiên quân Ottoman lại tiếp tục thất bại. Đại quân Nga tràn vào Bungari. Trước tình cảnh đó, triều đình Ottoman hoảng sợ, họ buộc phải ký hòa ước Küçük Kaynarca (1774), từ bỏ các pháo đài tại Azov và tại Krym, thừa nhận nền độc lập của Hãn quốc Krym và mở cửa các cảng biển Đen cho tàu Nga ra vào. Giờ đây, Đại đế Ekaterina II đã hoàn tất được mơ ước của Nga hoàng Pyotr I ngày xưa: mở một con đường ra biển Đen.

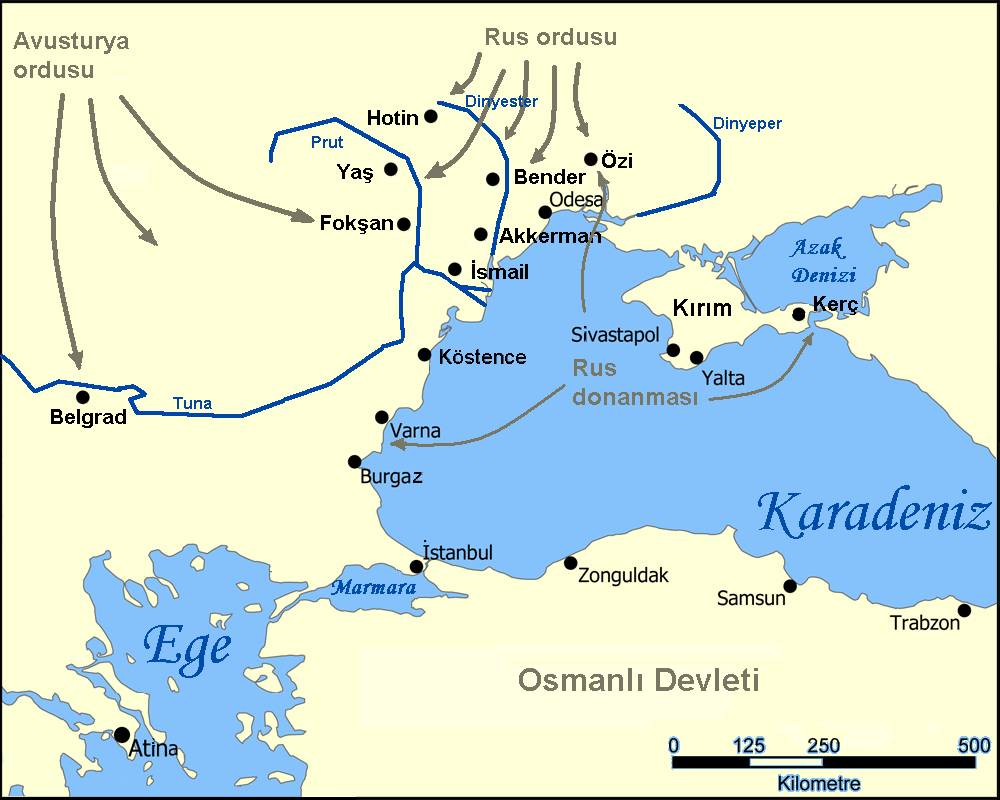
chiến tranh Nga - Thổ (1787-1792)

Sau cuộc chiến, Hãn quốc Krym nhanh chóng nằm dưới sự ảnh hưởng của Nga. Vào năm 1783, Krym chính thức trở thành một lãnh thổ của Nga dưới sự cai quản của Phó vương Grigory Potyomkin. Năm 1787, Potyomkin đã tổ chức một chuyến tuần du hoành tráng ở Krym với sự tham gia của các sứ thần Áo, Pháp và Anh nhằm phô diễn cho châu Âu thấy sự cường tráng của đế quốc Nga. Tuy nhiên chuyến tuần du đã khiến triều Ottoman tức giận và vào tháng 6 cùng năm, chiến tranh Nga - Thổ lại bùng nổ. Tuy nhiên quân Ottoman lại chịu nhiều thất bại thảm hại ở trên bộ lẫn trên biển trước các tướng Nga là Suvorov và Orlov. Cuối cùng, sau khi pháo đài quan trọng Ismail bị Nga chiếm vào tháng 12/1790, triều Ottoman phải ký hòa ước Iaşi vào ngày 9 tháng 1 năm 1792, qua đó họ phải cắt thêm một phần lãnh thổ nằm giữa hai con sông Bug Nam và sông Dnepr cho Nga, nơi sau này cảng Odessa được xây dựng. Hòa ước này đã cho phép người Nga nắm quyền kiểm soát khu vực biển Đen.

### Ba lần chia cắt Ba Lan
Hai năm trước khi cuộc chiến tranh lần đầu với đế quốc Ottoman kết thúc, quan hệ giữa Đế quốc Nga và Liên bang Ba Lan-Litva đã xảy ra một sự biến quan trọng: việc chia cắt Ba Lan lần thứ nhất (1772). Cuộc chiến tranh Bảy năm đã đem lại cho nước Nga một thành tựu là gạt bỏ hoàn toàn ảnh hưởng của nước Pháp và Thụy Điển vào Liên bang Ba Lan - Litva. Ngay từ năm 1769, theo gợi ý của vua nước Phổ là Friedrich II Đại đế, ba liệt cường Nga, Áo, Phổ đã ngầm bàn thảo với nhau về việc chia sẻ lãnh thổ của Ba Lan. Sau khi đánh bại liên quân Nga - Áo - Pháp và xóa bỏ dự định chia cắt Vương quốc Phổ của liên quân này, vua Friedrich II Đại Đế lo sợ Quân đội Nga sẽ xâm chiếm kinh thành Constantinopolis của Đế quốc Ottoman, do đó ông đề nghị Nữ hoàng Ekaterina II Đại Đế phải trả giá cho những chiến thắng của bà trước quân Ottoman: cái giá đó là Vương quốc Ba Lan chứ không phải là Đế quốc Ottoman. Vào năm 1770, ở miền Nam Ba Lan xảy ra một cuộc bạo loạn và vua Poniatowski yêu cầu Đế quốc Áo phái quân tới chi viện. Người Áo đã giúp Ba Lan dẹp cuộc nổi loạn, nhưng cũng thừa cơ chiếm luôn một phần lãnh thổ của Liên bang Ba Lan-Litva. Đế quốc Nga và Vương quốc Phổ nghe tin hết sức sốt ruột, liền triệu tập với Áo một cuộc hội nghị để bàn bạc việc chia sẻ lãnh thổ Ba Lan. Ngày 5 tháng 8 năm 1772, ba nước ký điều ước chia cắt Ba Lan. Liên bang Ba Lan-Litva lúc này đang suy yếu buộc phải chịu mất hai phần bảy lãnh thổ và 5 trong số 12 triệu dân. Đế quốc Nga được chia miền Tây Belarus (không bao gồm Minsk) rộng 92 nghìn cây số vuông với 1,3 triệu dân.
Chịu ảnh hưởng của cuộc Đại cách mạng Pháp (1789), và đương lúc Nga còn đang bận bịu trong cuộc đàm phán với đế quốc Ottoman, nhân dân Ba Lan lại đứng lên khởi nghĩa (1791). Một đạo quân Nga được phái sang. Và kết quả là việc chia cắt Ba Lan lần thứ hai - sản phẩm của sự hợp tác giữa Nga với Phổ, nước mà trước đó không lâu vừa mới đứng về phía Thổ Nhĩ Kỳ trong cuộc chiến Nga - Thổ. Lần này Nga nhận được phần còn lại của Belarus, Ukraina và phân nửa xứ Livônia; tổng cộng Nga chiếm một vùng lãnh thổ rộng 25 vạn cây số vuông với 1 triệu dân.
Không cam chịu, người Ba Lan lại nổi dậy, và lần này Nga lại tiếp tục cùng với Áo và Phổ thẳng tay đàn áp. Và việc chia cắt Ba Lan lần thứ ba diễn ra vào năm 1795, lúc này Nga được chia phần còn lại của xứ Livônia và miền Cuốclen với tổng diện tích 12 vạn cây số vuông và dân số 1,2 triệu người. Quốc gia Ba Lan độc lập bị xóa tên khỏi bản đồ châu Âu thời bấy giờ.
Sau ba lần tham gia chia cắt Ba Lan, Đế quốc Nga đã kiểm soát được một vùng lãnh thổ rộng đến 462000 cây số vuông với 3,5 triệu dân (62% diện tích và 45% dân số Ba Lan lúc đó) bao gồm toàn bộ khu vực miền Đông Baltic, thay thế vai trò của Thụy Điển tại miền Baltic, cũng như thu hồi lại gần như toàn bộ lãnh thổ của nhà nước Nga Kiev xưa kia. Nhưng Nga cũng phải trả một cái giá lớn cho những gì mà nó giành được. Có nhận định cho rằng, những sự kiện diễn ra sau đó cho thấy Ekaterina đã phạm một sai lầm không thể sửa chữa được trong quan hệ với Ba Lan: vai trò chủ đạo của Ekaterina II trong các lần chia cắt Ba Lan đã để lại tác hại lâu dài trong quan hệ hai nước, gây ra mối thù hằn, ác cảm dai dẳng kéo dài cho đến tận ngày nay. Việc thống trị Ba Lan và các dân tộc vùng Baltic sẽ gây cho Nga nhiều vấn đề nan giải sau này. Đành rằng trước đây Ba Lan đã từng đem quân xâm lược Nga và đe dọa đến độc lập chủ quyền của Nga, nhưng sau đó Ba Lan đã bị Nga đánh bại và suy yếu. Kể từ thời vua Pyotr I Đại Đế, Ba Lan đã hoàn toàn nằm trong sự khống chế của Nga. Thêm nữa việc phân chia Ba Lan đã mang lại lợi ích lớn lao cho Vương quốc Phổ: khu vực Pomerania và Đông Phổ đã được thống nhất về mặt lãnh thổ và tạo điều kiện thuận lợi cho việc tăng cường sức mạnh của mình. Điều này mang lại một mối đe dọa lớn đối với Đế quốc Nga vì ngay từ thế kỷ thứ 10, Đế quốc La Mã Thần thánh và Đức Quốc xã sau này luôn theo đuổi chính sách "Đông tiến" đe dọa đến sự tồn vong của các dân tộc Xlavơ trong đó có người Nga.

### Quan hệ với các nước châu Âu
Mặc dù hiểu rõ "di sản" của chế độ quân chủ chuyên chế của mình, Đại đế Ekaterina II luôn mong muốn các quốc gia khác công nhận Nga là một quốc gia chịu ảnh hướng của trào lưu Khai sáng. Bà biến nước Nga thành người hòa giải các mâu thuẫn và xung đột giữa các vương quốc châu Âu  –  điều mà sau này vào thế kỷ 19 và đầu thế kỷ 20 nước Anh sẽ thực hiện. Vì vậy, Đại đế Ekaterina II đã đứng ra làm trọng tài trong cuộc Chiến tranh Kế vị Bayern giữa Đế quốc Áo và Vương quốc Phổ (1778 - 1779); cũng như cuộc chiến tranh Bảy năm trước kia, nước Áo lại bị nước Phổ đánh bại trong cuộc chiến tranh này. Năm 1780 bà lập ra Liên minh các nước trung lập vũ trang với mục đích bảo vệ những đội thuyền trung lập đến từ Hải quân Hoàng gia Anh trong cuộc Cách mạng Mỹ (1775 - 1783).
Bước vào thập niên 1780, Nữ hoàng Ekaterina II Đại Đế và Quốc vương Friedrich II Đại Đế là hai nhân vật duy nhất có uy thế anh hùng trên toàn cõi châu Âu. Nữ hoàng Áo Maria Theresa qua đời vào năm 1780, con bà là Hoàng đế Joseph II lên nắm Hoàng quyền. Vào năm 1781, liên minh phòng thủ Nga - Áo được thành lập, và liên minh Nga - Phổ bị xóa sổ.
Vương quốc Thụy Điển vốn bị ảnh hưởng bởi nước Pháp nhưng với cuộc chiến tranh Bảy năm thì nước Nga đã xua tan ảnh hưởng này. Từ năm 1788 đến 1790, Đế quốc Nga bị lôi kéo vào cuộc chiến tranh chống Vương quốc Thuỵ Điển dưới thời vua Gustav III, một người cháu gọi Đại đế Ekaterina II bằng dì. Lo lắng trước những chiến thắng liên tiếp và thanh thế càng lúc càng lớn của nước Nga trong cuộc chiến tranh chống Đế quốc Ottoman, các nước Phổ, Anh, Hà Lan đã đề nghị triều đình Gustav III xua quân tấn công Nga khi nước này còn đang bận bịu trong cuộc chiến tranh với Ottoman.. Tuy nhiên, trái với dự tính của Gustav III, Quân đội Thụy Điển đã bị Hạm đội Baltic của Nga đánh bại. Việc Vương quốc Đan Mạch và Na Uy tuyên chiến với Thụy Điển vào năm 1788 (xem Cuộc chiến tranh Sân khấu), tình thế của Vương quốc Thụy Điển càng trở nên bi đát hơn. Tuy nhiên sau cùng thì người Đan Mạch cũng bị đẩy lui và vua Gustav III đập tan tác quân Nga tại Trận hải chiến Svensksund (1790). Hai nước quyết định ký Hòa ước Värälä (14/8/1790) với hiệu lực 20 năm, theo đó hai bên phải tôn trọng nguyên trạng lãnh thổ của đối phương như trước cuộc chiến tranh. Như vậy là Vương quốc Thụy Điển đã thoát khỏi số phận của Liên bang Ba Lan - Litva trước kia..

### Khu vực Thái Bình Dương
Tình hình từ cuối thập niên 1760 ở miền Bắc Thái Bình Dương khi Ekaterina II chưa lên ngôi đã đặt đế quốc Nga ở vào vị trí thua kém so với ba cường quốc Anh, Pháp và Tây Ban Nha về chính sách gây ảnh hưởng của nước mình vượt ra ngoài biên giới. Chỉ vài năm sau khi Ekaterina II lên ngôi, chính phủ Tây Ban Nha đã phái 5 đoàn thám hiểm đến bờ biển bán đảo California phía Tây Bắc Mỹ vào năm 1769. Cũng vào khoảng thời gian đó để gây ảnh hưởng của đế quốc Nga ra bên ngoài, người Nga đã có đoàn thám hiểm eo biển giữa châu Á và châu Mỹ. Trong khi đi tìm eo biển này, người Nga đã bắt gặp một đoàn thám hiểm thứ ba do James Cook chỉ huy chỉ huy đã đặt chân lên bán đảo Alaska phía Tây Bắc châu Mỹ và bán đảo Kamchatka phía Đông Bắc châu Á. Thời gian này, các cường quốc cạnh tranh nhau ở châu Âu đã có thuộc địa của mình tại các nước Đông Nam Á và Ấn Độ. Dựa vào các thuộc địa này, các đại đế quốc châu Âu phát huy ảnh hưởng của mình trên vùng biển Thái Bình Dương một cách hiệu quả hơn. Tình hình này buộc đế quốc Nga không thể khoanh tay đứng nhìn các đại đế quốc châu Âu bỏ xa mình. Triều đình Nga hoàng của Ekaterina II ra tuyên bố chính thức với những phát hiện của người Nga ở vùng đất phía Tây Bắc Bắc Mỹ. Ngày 28 tháng 12 năm 1786, Nữ hoàng Nga ký chiếu chỉ điều từ biển Baltic một đoàn thám hiểm vòng quanh thế giới dưới sự chỉ huy của G.I. Mulovski đến bán đảo Kamchatka. Ủy ban Hải quân của Chính phủ Hoàng gia gửi tới Mulovski lời dặn nói rõ sau khi mô tả và ghi vào bản đồ những hòn đảo giữa Kamchatka và Nhật Bản thì phải đưa những hòn đảo ấy vào danh sách sở hữu Nhà nước của Đế chế Nga, cắm quốc huy và chôn xuống đất ở những nơi cần thiết những huy chương có ghi chữ Nga và chữ Latin. Cuộc chiến tranh Nga - Thổ Nhĩ Kỳ và Nga - Thụy Điển làm cho cuộc thám hiểm này không thực hiện được, song chủ trương chính sách đối ngoại của Đế quốc Nga chứng tỏ Ekaterina II vẫn tiếp tục chính sách của Pyotr Đại đế là khẳng định vị thế đại đế quốc của Nga trong châu Âu và bên ngoài châu Âu.
Cuối đời trong khi bài trừ ảnh hưởng của Đại cách mạng Pháp lan truyền sang nước Nga, Ekaterina II vẫn chủ trương tiếp tục củng cố vị trí đế quốc của Nga ở vùng biển Thái Bình Dương. Đặc biệt thời gian này (năm 1792) để mở rộng buôn bán ở khu vực Thái Bình Dương, một đoàn thám hiểm người Nga đã đặt chân đến đảo Hokkaido của Nhật Bản theo sáng kiến của viện sĩ Erik Laksman.

## Qua đời
Vào ngày 5 tháng 11 năm 1796, Ekaterina thức dậy như thường lệ lúc 6 giờ sáng để uống cà phê, và sau đó đi vào phòng vệ sinh, nơi bà sử dụng nhiều thời gian hơn bình thường; người hầu Zakhar Zotov và người hầu gái Perekuzikina đã tìm thấy bà bất động trên bệ toilet trong tình trạng bất tỉnh với miệng sủi bọt mép, mặt đỏ bừng và chân bị bong gân. Do bị trật khớp, cơ thể nặng nề của bà không được đặt trên giường mà bà nằm trên trên một tấm nệm Morocco màu đỏ từ ghế sofa. Bác sĩ người Anh Rogerson tuyên bố bà bị liệt. Không có nhiều hy vọng, ông ta đổ máu và đặt miếng mù tạt vào chân. Linh mục Sava được triệu tập không giới thiệu được bà với Holy Mysteries, vì bọt chảy mạnh ra từ miệng bà, vị linh mục bắt đầu đọc kinh cầu nguyện.
Platon Zubov cử em trai mình là Valerian đến Gatchina để mời Đại công tước Pavel. Lúc đầu, Pavel sợ hãi, nghĩ rằng họ muốn bắt ông ta, và khi biết lý do của chuyến thăm, ông ta rất vui mừng. Vào buổi tối, Nữ hoàng bắt đầu một cơn hấp hối kéo dài mười hai giờ. Vào lúc chín giờ sáng ngày 6 tháng 11 năm 1796, ngự y Rogerson thông báo cho Pavel về cái chết sắp xảy ra với bà. Cùng với vợ, các con trai Alexander và Constantine, Đại công tước tiếp cận Ekaterina đang hấp hối. Đồng hồ điểm 9 giờ rưỡi, Ekaterina trút hơi thở cuối cùng, triều đại của bà kết thúc, con trai cả của bà, Đại công tước Pavel Patrovich kế nhiệm, trở thành Pavel I.
Sau cái chết của bà, Pavel ra lệnh chôn cất bà cùng với Peter III. Phần mộ của họ sau này được mở ra, Pavel đội một chiếc vương miện lên đầu cha mình, sau đó bà và Peter III được chôn cùng nhau trong Nhà thờ Peter và Paul.

## Sinh hoạt riêng tư

### Người tình

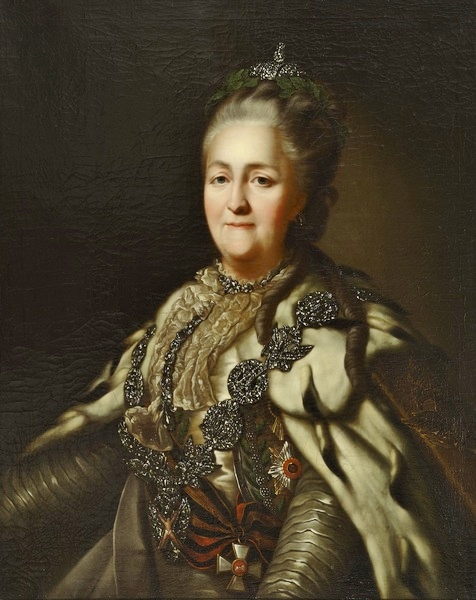
Nữ hoàng Ekaterina Đại đế khi về già.

Nữ hoàng Ekaterina II bị chỉ trích là rất phóng đãng trong cuộc sống riêng tư. Thậm chí, các nhà cách mạng Jacobin đã gọi bà là "Hoàng hậu Messalina của phương Bắc", ví bà với người vợ khét tiếng dâm đãng của Hoàng đế Claudius vào thời La Mã cổ đại. Quả thực từ khi lấy chồng năm 15 tuổi cho đến lúc qua đời ở tuổi 67, Ekaterina có rất nhiều người tình, từ những đại quý tộc tài năng quyền cao chức trọng như Công tước Saltykov, Tư lệnh Grigori Ooclop, Phó vương Krym Patyómkin cho đến những kẻ bất tài và có cuộc sống riêng tư rất đáng ngờ: Zavadovski (một cậu tình nhân rất trẻ), Zorick, Mamonov, Yermolof, Arkarov (một tên gián điệp), Landskov (một họa sĩ), Công tước Platon Alexandrovich Zubov (trẻ hơn bà tới gần 40 tuổi), v.v...
Người tình đầu tiên của Ekaterina II là một viên thượng quan trong triều - Bá tước Sergei Vasilievich Saltykov. Chính Ekaterina đã loan tin đồn rằng Pavel Petrovitch (tức Nga hoàng Pavel I) là kết quả của cuộc tình vụng trộm đó, dù Pavel giống hệt với vua cha Pyotr III về ngoại hình xấu xí và về trí lực thấp kém. Người yêu thứ hai của bà, người đã đưa bà đến ngôi Nữ hoàng nước Nga chính là một vị quan cao cấp trong triều, Grigori Orlov, anh ruột của đại úy Alexey Orlov trong Quân đội Nga hoàng. Hai người có với nhau một đứa con là Bá tước Aleksey Grigorievich Bobrinsky. Người tình thứ ba là Vassiltchikov. Nữ hoàng Nga cũng có quan hệ tình cảm với Stanisław August Poniatowski, người được bà đưa lên làm vua Ba Lan. Bà và Poniatowski đã có với nhau một người con gái tên Anna.
Nhưng người tình có ảnh hưởng nhất tới bà chính là Nguyên soái Grigori Alexandrovich Patyómkin, Phó vương bán đảo Krym. Bản thân Patyómkin đã giúp Ekaterina chọn lựa những thanh niên xinh đẹp khỏe mạnh tới hầu hạ bà sau khi mối quan hệ giữa hai người kết thúc vào năm 1776.
Trái với tính keo kiệt của Pyotr I Đại đế, Ekaterina II đã làm hao tổn công quỹ không ít vì bà tỏ ra rất hậu hĩnh với những người tình, ngay cả khi mối quan hệ giữa họ đã kết thúc. Ví dụ người tình Zavadovski đã nhận được một khoản tiền 5 vạn rúp, bổng lộc 5 nghìn rúp và đất đai với 4 nghìn nông nô sau khi kết thúc quan hệ với Nữ hoàng Nga. Tuy nhiên, không một người tình nào có thể ảnh hưởng đến các quyết sách của Ekaterina. Bà vẫn quyết định đưa Poniatowski lên ngôi vua Ba Lan bất chấp sự phản đối của Grigori Orlov và bà lưu đày ông khi Grygory tự ý rời bỏ nhiệm sở. Bà thẳng tay bác những lời cầu xin của Patyómkin khi thấy chúng quá vô lý và đi ngược lại quyền lợi quốc gia. Và còn nhiều ví dụ khác nữa. Tất nhiên bà có thiên vị cho các tình nhân, bà ban chức tước bổng lộc cho họ, bước đường thăng quan tiến chức của họ diễn ra nhanh hơn, nhưng bà là Nga hoàng, chủ nhân của họ, ra các quyết sách theo ý kiến riêng của mình, chứ không phải theo các tình nhân.
Một nhà nghiên cứu đã nhận xét như sau:
| “ | Lịch sử chân thật không nên chú tâm quá đáng đến nếp sinh hoạt của các vị vương nếu nếp sinh hoạt đó không ảnh hưởng nhiều đến diễn biến của các sự việc. | ” |

### Hậu duệ
| Tên họ                              | Sinh                | Mất                                | Ghi chú |
| ----------------------------------- | ------------------- | ---------------------------------- | --- |
| Không rõ                            |                     | 20 tháng 12 năm 1752               | Cha có thể là Sergei Saltykov, một Bá tước, người tình đầu tiên của Ekaterina II khi bà còn là Trữ phi. Bị sảy mất. |
| Không rõ                            |                     | 30 tháng 6 năm 1753                | Cũng là của Saltykov, và bị sảy mất, khiến Ekaterina II lâm bệnh 13 ngày không khỏi. |
| Pavel Petrovich                     | 1 tháng 10 năm 1754 | 23 tháng 3 năm 1801 (46 tuổi)      | Kế vị, tức Pavel I. |
| Anna Petrovna, Nữ Đại Công tước Nga | 9 tháng 12 năm 1757 | 8 tháng 3 năm 1759 (15 tháng tuổi) | Hoàng nữ của Ekaterina II với tình nhân Stanisław Poniatowski (nghi vấn), giáng sinh ở Cung điện Mùa đông. Nữ hoàng Elizaveta tự nuôi nấng đứa bé, như đã làm với Pavel I, nhưng công chúa yểu mệnh mất sớm. Ekaterina II bị sốc trong đau buồn và không bao giờ nhắc lại về cái chết của con gái mình. |
| Aleksey Grigorievich Bobrinsky      | 11 tháng 4 năm 1762 | 20 tháng 6 năm 1813 (51 tuổi)      | Sinh ra tại Cung điện Mùa đông, ông được nuôi dưỡng tại Bobriki; cha của ông là Grigory Grigoryevich Orlov, một Bá tước kiêm Tư lệnh sau khi mẹ ông đăng vị nữ hoàng. Ông kết hôn với Nam tước Anna Dorothea von Ungern-Sternberg. Ông được coi là một nhà khảo cổ, sử học nhiệt huyết, mẫn cảm với kinh tế, chính trị và hậu duệ của ông là những trí thức lỗi lạc đương thời. Trở thành Bá tước năm 1762. |

## Nhận định

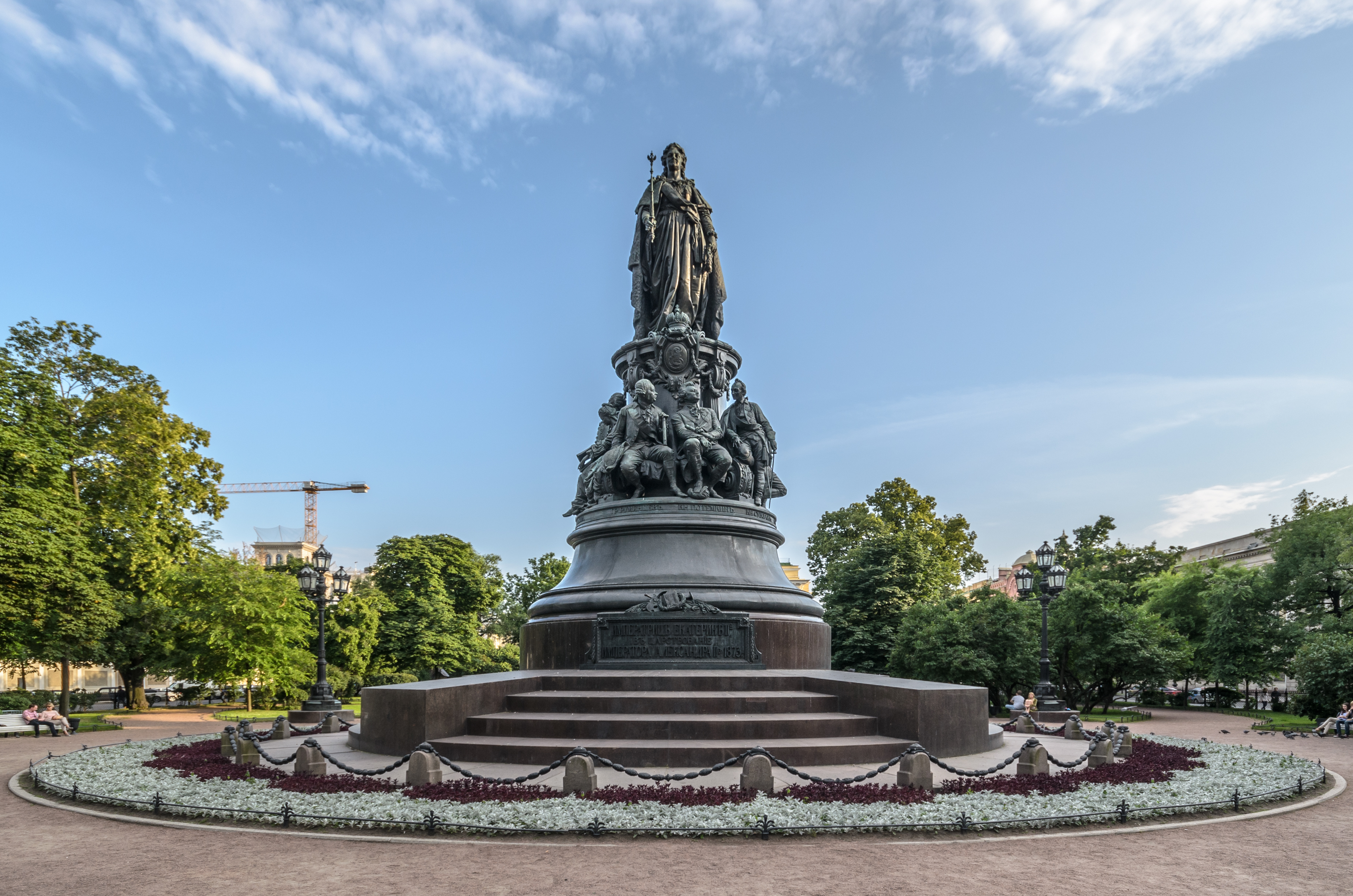
Tượng Nữ hoàng Ekaterina tại Odessa

Nữ hoàng Ekaterina II là hiện thân của đế quốc Nga quân chủ chuyên chế. Nhưng bên cạnh đó, hơn 30 năm trị vì của bà đã đưa Đế quốc Nga tiến lên một bước để trở thành cường quốc thực sự sánh vai với các cường quốc khác ở châu Âu cuối thế kỷ 18.
Là nhà hoạt động nhà nước cơ mưu, Ekaterina II biết nhìn nhận nước Nga trong mối tương quan ở khu vực châu Âu và toàn cầu. Bà là một trong những vị Quân vương vĩ đại nhất và thành công nhất của châu Âu vào thế kỷ XVIII. Nhưng mặt khác, xét trên bình diện phản tiến bộ, Ekaterina đã lợi dụng trí tuệ và nền văn minh thế kỷ Khai sáng ở Tây Âu để trị quốc, trấn áp những phong trào quần chúng và khởi nghĩa nông dân, bóp nghẹt các lực lượng tri thức chủ trương lật đổ chế độ quân chủ chuyên chế theo gương Cách mạng tư sản Pháp năm 1789.